# Karina Moya
Karina Moya (ur. 28 września 1973) – argentyńska lekkoatletka, młociarka. Trenowała także rzut dyskiem i pchnięcie kulą. Jej rekordem życiowym w rzucie młotem jest wynik 63,51m uzyskany 10 lipca 2004 w Rosario.

## Osiągnięcia
| Rok  | Impreza                         | Miejsce        | Lokata      | Wynik |
| ---- | ------------------------------- | -------------- | ----------- | ----- |
| 1994 | Mistrzostwa ibero-amerykańskie  | Mar del Plata  | 3. miejsce  | 50,56 |
| 1995 | Mistrzostwa Ameryki Południowej | Manaus         | 2. miejsce  | 52,18 |
| 1996 | Mistrzostwa ibero-amerykańskie  | Medellín       | 4. miejsce  | 50,56 |
| 1997 | Mistrzostwa Ameryki Południowej | Mar del Plata  | 2. miejsce  | 54,30 |
| 1998 | Mistrzostwa ibero-amerykańskie  | Lizbona        | 4. miejsce  | 55,88 |
| 1999 | Mistrzostwa Ameryki Południowej | Bogota         | 1. miejsce  | 60,69 |
| 1999 | Igrzyska panamerykańskie        | Winnipeg       | 9. miejsce  | 51,91 |
| 2000 | Mistrzostwa ibero-amerykańskie  | Rio de Janeiro | 2. miejsce  | 58,90 |
| 2001 | Mistrzostwa Ameryki Południowej | Manaus         | 1. miejsce  | 60,83 |
| 2001 | Mistrzostwa świata              | Edmonton       | 32. miejsce | 57,01 |
| 2002 | Mistrzostwa ibero-amerykańskie  | Gwatemala      | 5. miejsce  | 56,19 |
| 2003 | Mistrzostwa Ameryki Południowej | Barquisimeto   | 5. miejsce  | 57,40 |
| 2004 | Mistrzostwa ibero-amerykańskie  | Huelva         | 9. miejsce  | 59,08 |
| 2005 | Mistrzostwa Ameryki Południowej | Cali           | 7. miejsce  | 59,39 |
| 2006 | Mistrzostwa ibero-amerykańskie  | Ponce          | 5. miejsce  | 60,83 |